# Ariël Jacobs
Ariël Jacobs (ur. 25 lipca 1953 r. w Vilvoorde, Belgia) - były belgijski piłkarz grający na pozycji obrońcy, a obecnie trener.

## Życiorys

### Kariera piłkarska
Jako piłkarz Jacobs zaczynał w 1965 roku w Diegem Sport, gdzie grał do 1970 roku. Grał w tym klubie w latach 1973–79, 1980–83 i 1984–87, w tymże roku (1987) zakończył karierę sportową.

### Kariera trenerska
Po zakończeniu kariery Jacobs został trenerem. Tę funkcję pełnił w latach 1984-87, gdzie Jacobs był piłkarzem Diegem. W latach 1982–1999 pracował w federacji belgijskiej, a pierwszą profesjonalną pracę szkoleniowca zaczął w 1998 r. w RWD Molenbeek. Z RAA Louviéroise w 2003 r. zdobył Puchar Belgii. W latach 2004–2006 Jacobs był dyrektorem technicznym Racingu Genk. W Anderlechcie pracuje od 2007 roku. Najpierw jako asystent trenera Franky'ego Vercauterena, a w listopadzie 2007 r. objął stanowisko samodzielnego szkoleniowca drużyny, którą prowadził do 2012. W czerwcu 2012 został trenerem FC København. W sierpniu 2013 utracił posadę. 14 października 2013 został trenerem Valenciennes FC.

## Sukcesy

### La Louvière
- Puchar Belgii: 2002/2003

### Anderlecht Bruksela
- Puchar Belgii: 2007/2008
- Mistrzostwo Belgii (Eerste klasse): 2009/2010

## Literatura dodatkowa
- Ariël Jacobs: Tegen de stroom in. Gent: Borgerhoff & Lamberigts, 2011. ISBN 978-90-8931-165-8. OCLC 711831408. (niderl.). Brak numerów stron w książce